# Arms (Studio)
Y.K. Arms (jap. 有限会社アームス, Yūgen-gaisha Āmusu, engl. Arms Corporation) war ein japanisches Animationsstudio.

## Geschichte
Arms wurde am 18. November 1996 als Tochterunternehmen des Studios Pierrot Plus gegründet, mit dem Zweck Hentai-Anime zu produzieren. Diese erschienen bei den Publishern Pink Pineapple und Green Bunny und waren größtenteils Erogē-Adaptionen. Character Designer einer Vielzahl dieser Werke war Rin-Sin. Bekanntheit erlangte das Studio mit den Eigenproduktionen Kite und Mezzo Forte des Regisseurs Yasuomi Umetsu. 2004 folgten die ersten eigenen Fernsehserien Mezzo und Elfen Lied, die auch eine Verlagerung des Geschäftsfeldes bedeuteten. Der letzte pornografische Anime erschien Dezember 2005 mit dem ambitionierten, jedoch erfolglosen Hininden Gausu als Eigenproduktion mit Rin-Sin und Pink Pineapple. Dennoch besitzen viele seitdem animierte Serien einen hohen Fanservice-Gehalt wie Hyakka Ryōran Samurai Girls, Ikki Tousen – Dragon Destiny/Great Guardians oder Queen’s Blade.
Anfang August 2020 wurde bekannt, dass das Studio einen Antrag auf Insolvenz gestellt habe.

## Produktionen

### Fernsehserien
- 2004: Elfen Lied
- 2004: Kakyūsei 2 – Hitomi no Naka no Shōjo-tachi
- 2004: Mezzo
- 2006: Himawari!
- 2006: Joshi Kōsei: Girl’s-High
- 2007: Genshiken 2
- 2007: Himawari!!
- 2007: Ikki Tousen – Dragon Destiny
- 2008: Ikki Tousen – Great Guardians
- 2009: Queen’s Blade: Gyokuza o Tsugumono
- 2009: Queen’s Blade: Rurō no Senshi
- 2010: Hyakka Ryōran Samurai Girls
- 2012: Aesthetica of a Rogue Hero
- 2012: Queen’s Blade Rebellion
- 2013: Hyakka Ryōran Samurai Bride
- 2013: Maoyū Maō Yūsha
- 2013: Sekai de Ichiban Tsuyoku Naritai!
- 2014: Gokukoku no Brynhildr
- 2014: Wizard Barristers: Benmashi Cecil
- 2015: Isuca
- 2015: Valkyrie Drive – Mermaid

### Original Video Animations
- 1998: Kite
- 1998: Mezzo Forte
- 2001: Injū Gakuen Fukkatsu
- 2002: Ashita no Yukinojō
- 2002: Dōsōkai Again
- 2003: Dorei Kaigo
- 2003: Ebenbourg no Kaze
- 2003: Hotaruko
- 2003: Hyakki
- 2005: Elfen Lied
- 2005: Die U-Bahn-Grabscher-Bande
- 2008: Kite Liberator
- 2010: Hyakka Ryōran Samurai Girls: Otome Ureshi Hazukashi Shōshi no Chigiri
- 2010: Queen’s Blade: Utsukushiki Tōshi-tachi
- 2011: Queen’s Blade Premium Visual Book
- 2012: Ikki Tōsen: Shūgaku Tōshi Keppūroku
- 2012: Queen’s Blade Rebellion Premium Visual Book
- 2014: Gokukoku no Brynhildr
- 2015: Hyakka Ryōran Samurai After